# AMA motokrossz bajnokságok listája
Ezen a listán az AMA (American Motorcyclist Association) bajnokai szerepelnek. A versenyzők 125-ös kategóriában csak 1974-től mérhették össze az erejüket egymással. Az 500-as kategóriában pedig 1993-ban rendeztek utoljára versenyt.

## Eredmények
| Év   | 250cc                       | 125cc                        | 500cc                      |
| ---- | --------------------------- | ---------------------------- | -------------------------- |
| 2007 | Grant Langston (Yamaha)     | Ryan Villopoto (Kawasaki)    |                            |
| 2006 | Ricky Carmichael (Suzuki)   | Ryan Villopoto (Kawasaki)    |                            |
| 2005 | Ricky Carmichael (Suzuki)   | Ivan Tedesco (Kawasaki)      |                            |
| 2004 | Ricky Carmichael (Honda)    | James Stewart Jr. (Kawasaki) |                            |
| 2003 | Ricky Carmichael (Honda)    | Grant Langston (KTM)         |                            |
| 2002 | Ricky Carmichael (Honda)    | James Stewart Jr. (Kawasaki) |                            |
| 2001 | Ricky Carmichael (Kawasaki) | Mike Brown (Kawasaki)        |                            |
| 2000 | Ricky Carmichael (Kawasaki) | Travis Pastrana (Suzuki)     |                            |
| 1999 | Greg Albertyn (Suzuki)      | Ricky Carmichael (Kawasaki)  |                            |
| 1998 | Doug Henry (Yamaha)         | Ricky Carmichael (Kawasaki)  |                            |
| 1997 | Jeff Emig (Kawasaki)        | Ricky Carmichael (Kawasaki)  |                            |
| 1996 | Jeff Emig (Kawasaki)        | Steve Lamson (Honda)         |                            |
| 1995 | Jeremy McGrath (Honda)      | Steve Lamson (Honda)         |                            |
| 1994 | Mike LaRocco (Kawasaki)     | Doug Henry (Honda)           |                            |
| 1993 | Mike Kiedrowski (Kawasaki)  | Doug Henry (Honda)           | Mike LaRocco (Kawasaki)    |
| 1992 | Jeff Stanton (Honda)        | Jeff Emig (Yamaha)           | Mike Kiedrowski (Kawasaki) |
| 1991 | Jean-Michel Bayle (Honda)   | Mike Kiedrowski (Kawasaki)   | Jean-Michel Bayle (Honda)  |
| 1990 | Jeff Stanton (Honda)        | Guy Cooper (Suzuki)          | Jeff Ward (Kawasaki)       |
| 1989 | Jeff Stanton (Honda)        | Mike Kiedrowski (Honda)      | Jeff Ward (Kawasaki)       |
| 1988 | Jeff Ward (Kawasaki)        | George Holland (Honda)       | Rick Johnson (Honda)       |
| 1987 | Rick Johnson (Honda)        | Micky Dymond (Honda)         | Rick Johnson (Honda)       |
| 1986 | Rick Johnson (Honda)        | Micky Dymond (Honda)         | David Bailey (Honda)       |
| 1985 | Jeff Ward (Kawasaki)        | Ron Lechien (Honda)          | Broc Glover (Yamaha)       |
| 1984 | Rick Johnson (Honda)        | Jeff Ward (Kawasaki)         | David Bailey (Honda)       |
| 1983 | David Bailey (Honda)        | Johnny O’Mara (Honda)        | Broc Glover (Yamaha)       |
| 1982 | Donnie Hansen (Honda)       | Mark Barnett (Suzuki)        | Darrell Schultz (Honda)    |
| 1981 | Kent Howerton (Suzuki)      | Mark Barnett (Suzuki)        | Broc Glover (Yamaha)       |
| 1980 | Kent Howerton (Suzuki)      | Mark Barnett (Suzuki)        | Chuck Sun (Honda)          |
| 1979 | Bob Hannah (Yamaha)         | Broc Glover (Yamaha)         | Danny LaPorte (Suzuki)     |
| 1978 | Bob Hannah (Yamaha)         | Broc Glover (Yamaha)         | Rick Burgett (Yamaha)      |
| 1977 | Tony DiStefano (Suzuki)     | Broc Glover (Yamaha)         | Marty Smith (Honda)        |
| 1976 | Tony DiStefano (Suzuki)     | Bob Hannah (Yamaha)          | Kent Howerton (Husqvarna)  |
| 1975 | Tony DiStefano (Suzuki)     | Marty Smith (Honda)          | Jimmy Weinert (Kawasaki)   |
| 1974 | Gary Jones (Can-Am)         | Marty Smith (Honda)          | Jimmy Weinert (Kawasaki)   |
| 1973 | Gary Jones (Honda)          |                              | Pierre Karsmakers (Yamaha) |
| 1972 | Gary Jones (Yamaha)         |                              | Brad Lackey (Kawasaki)     |

## Lásd még
- Motokrossz
- Motokrossz-versenyzők listája